# Andreu Arpa
Andreu Arpa (Reus, 8 de gener de1826 - 18 d'abril de 1900) va ser un escultor i daurador català.

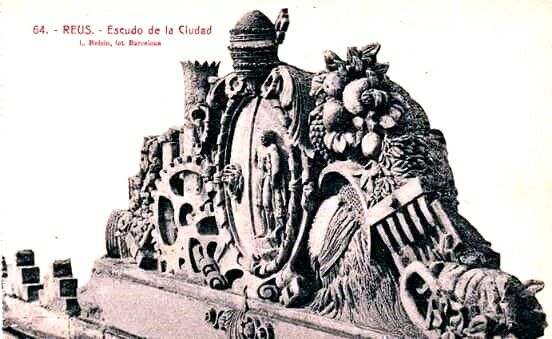
Escut de Reus realitzat per Andreu Arpa. Es trobava a la façana de l'Ajuntament de la ciutat. Actualment és al Museu d'Art i Història de Reus

El seu pare, Lluís Arpa, també escultor i nascut a Barcelona, s'instal·là a Reus cap al 1805. Muntà un taller on Andreu Arpa hi va fer l'aprenentatge. Es desconeixen les seves primeres obres, ja que tant ell com el seu pare signaven Arpa, i no es poden atribuir a l'un o a l'altre. La seva primera obra coneguda va ser un grup escultòric de pedra que figurava a la façana de l'Ajuntament, un enorme escut de la ciutat voltat d'al·legories a les pràctiques econòmiques reusenques, la indústria, el comerç i l'agricultura, on, entre els estris industrials i agrícoles, fruits del país i manufacturats, hi ha al centre la representació de l'escut de la ciutat vigent en aquell moment, una tarja amb la rosa de cent pètals sense tija i l'Hèrcules, tot dins d'un espai ovalat coronat per la tiara i les claus. Va ser col·locat el 1861, i actualment es guarda al Museu de Reus. El 5 d'abril de 1862, la Junta Directiva del Centre de Lectura va fer pública la seva intenció de formar un "museu d'antiguitats" i va nomenar un equip d'onze persones per dur a terme tasca de recol·lecció, sota la presidència d'Andreu Arpa. Destinats al gremi d'assaonadors i blanquers, Arpa va realitzar diversos objectes religiosos, com ara una creu i Sant Crist daurats i brunyits, un joc de canelobres, va daurar diverses relíquies i altres estris religiosos. Realitzà imatges per nínxols del cementiri de Reus, i decorà algunes capelles. Va tallar en pedra imatges de la Mare de Déu i del sant Crist, repartides per Reus i per Castellvell. Els hereus de Joan Prim tenen una escultura del general feta per ell. El 1881 va construir un escolà de funcionament mecànic per a Madrid. Quan va morir la seva dona el 1889, i sense fills, va cedir el seu taller, a la plaça de sant Pere de Reus, a l'escultor també reusenc, Joan Homs. Interessat per temes de la relació entre el diàmetre i la circumferència, donà conferències sobre això i en publicà opuscles, com ara: Un nuevo cálculo para obtener la relacion del diámetro á la circunferencia. Reus: Imprenta de la Viuda e Hijo de Sabater, 1865, i Estado comparativo de la medición superficial del círculo: solución a los problemas iniciados por Arquímedes y Galileo. Reus: Imprenta de la Viuda de Torroja, 1892.